# Nils Hjelm

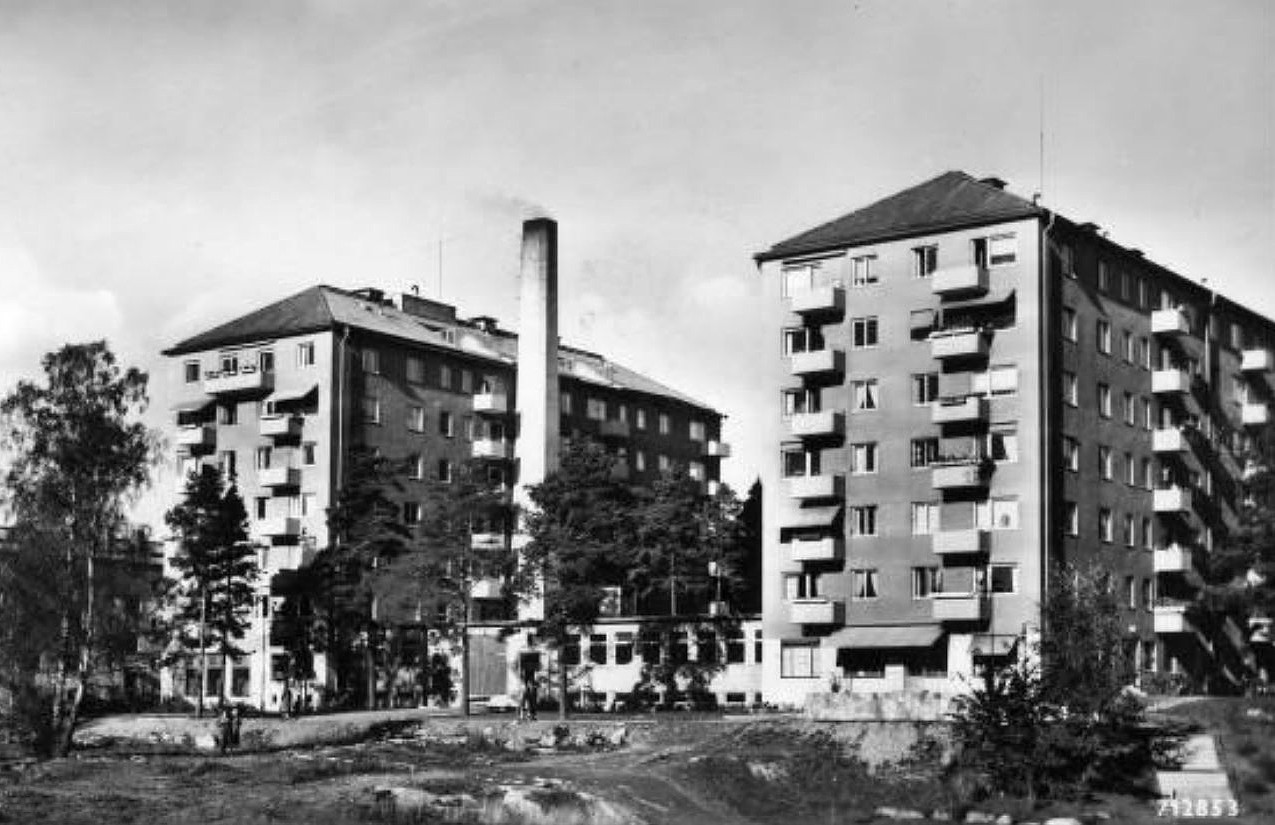
Kvarteret Fyrkantsfilen, 1950-tal.

Den här sidan handlar som arkitekten, för militären, se Nils Hjelm (militär).
Nils Johan Mauritz Hjelm, född 23 september 1908 i Korsnäs, Kopparbergs län, död 16 juni 1970 i Stockholm, var en svensk arkitekt. Tillsammans med Erik Wåhlin drev han arkitektkontoret Wåhlin & Hjelm.

## Biografi

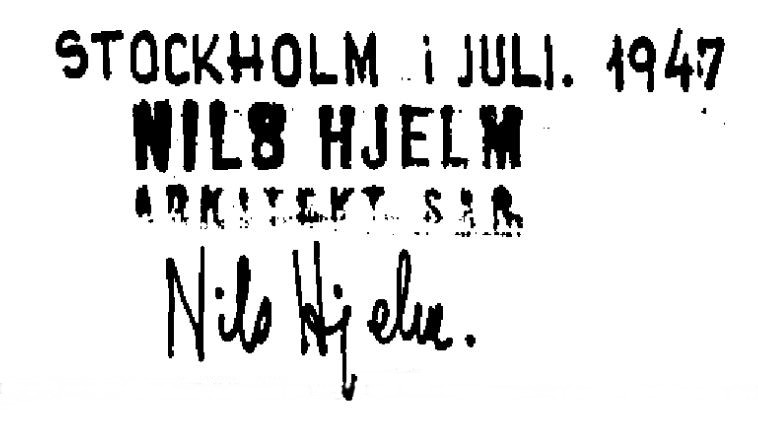
Hjelms namnteckning 1947.

Hjelm, som var son till bruksförvaltare Gunnar Hjelm och Emelie Hjelm, avlade studentexamen i Falun 1927 och utexaminerades från Kungliga Tekniska högskolan 1933. Han anställdes hos arkitekt Erik Wåhlin 1933 och blev delägare i Wåhlin och Hjelm Arkitekter 1937. Han bedrev egen arkitektverksamhet från 1951.
Bland arbeten märks villabebyggelsen vid Urdavägen i kvarteren Jolanger och Bjarmaland, Danderyds kommun. Villorna är gestaltade i tidig funktionalistisk stil vid 1930-talets mitt och flertalet är ritade av Erik Wåhlin och Nils Hjelm. Flera är av kommunen klassade som kulturhistoriskt värdefulla byggnader.
Till Hjelms arbeten hör bostadskvarteret Hålkälen i Bandhagen byggt 1951–1954. I närbelägna Gubbängen ritade han under slutet av 1940-talet flera bostadskvarter vid Bordsvägen, Sicklingsvägen och Knektvägen i tidstypisk folkhemsarkitektur. I området märks särskilt Kvarteret Fyrkantsfilen som är grönklassad av Stadsmuseet i Stockholm vilket innebär att bebyggelsen anses vara ”särskilt värdefull från historisk, kulturhistorisk, miljömässig eller konstnärlig synpunkt”.
Nils Hjelm fann sin sista vila på Norra begravningsplatsen där han gravsattes den 25 juni 1970.

## Bilder, verk i urval

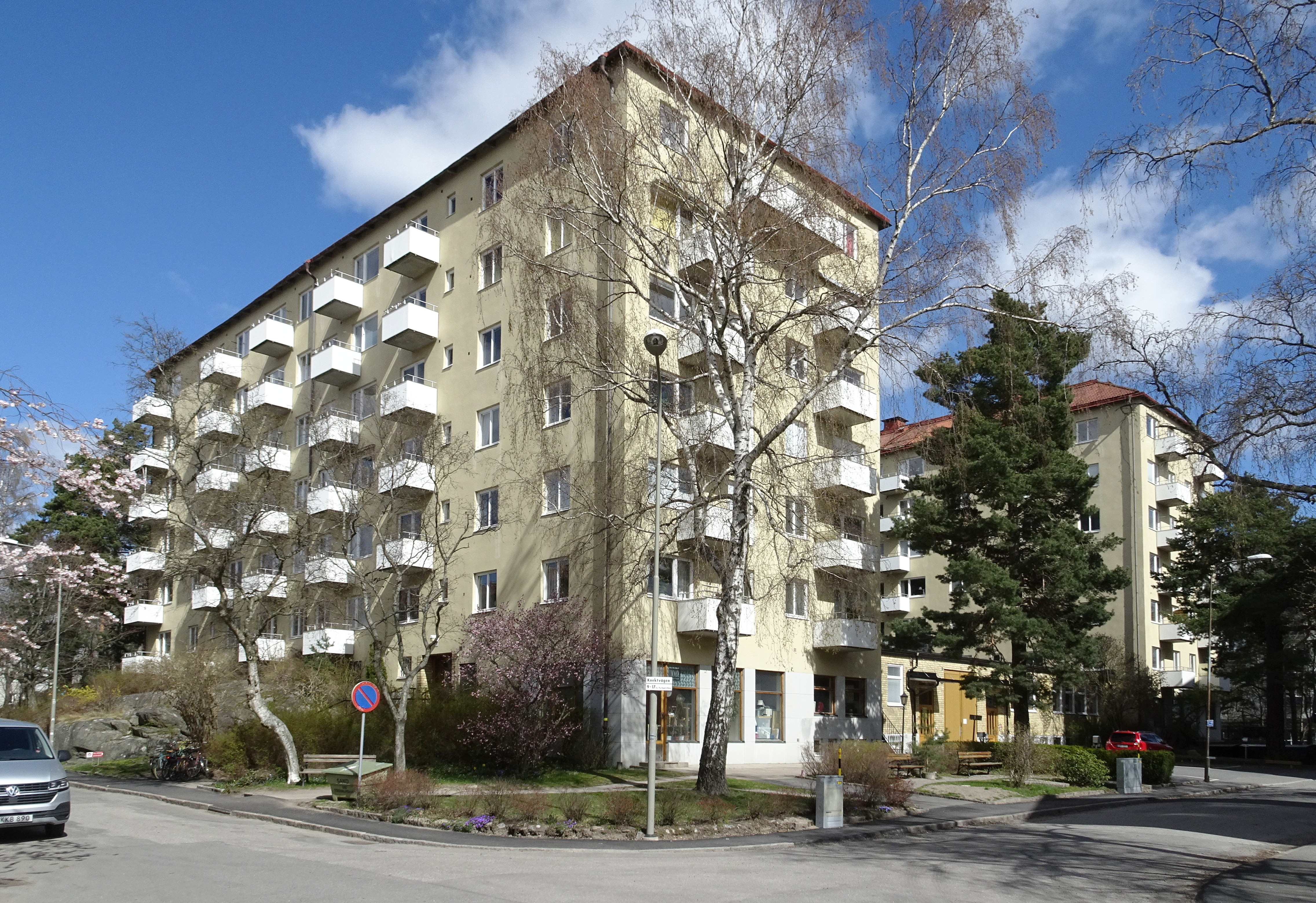
Kvarteret Fyrkantsfilen, Gubbängen.
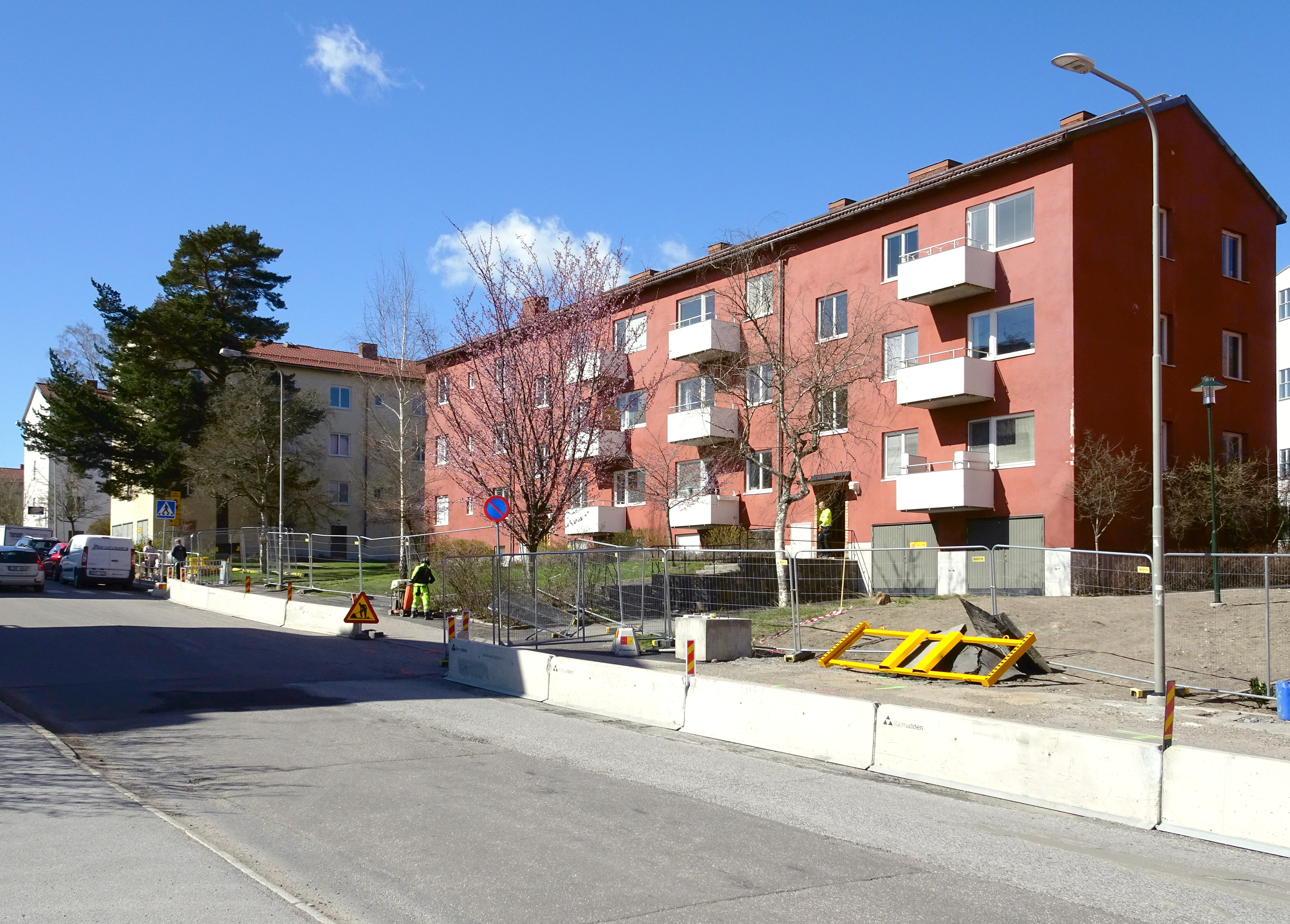
Kvarteret Sicklingen, Gubbängen.
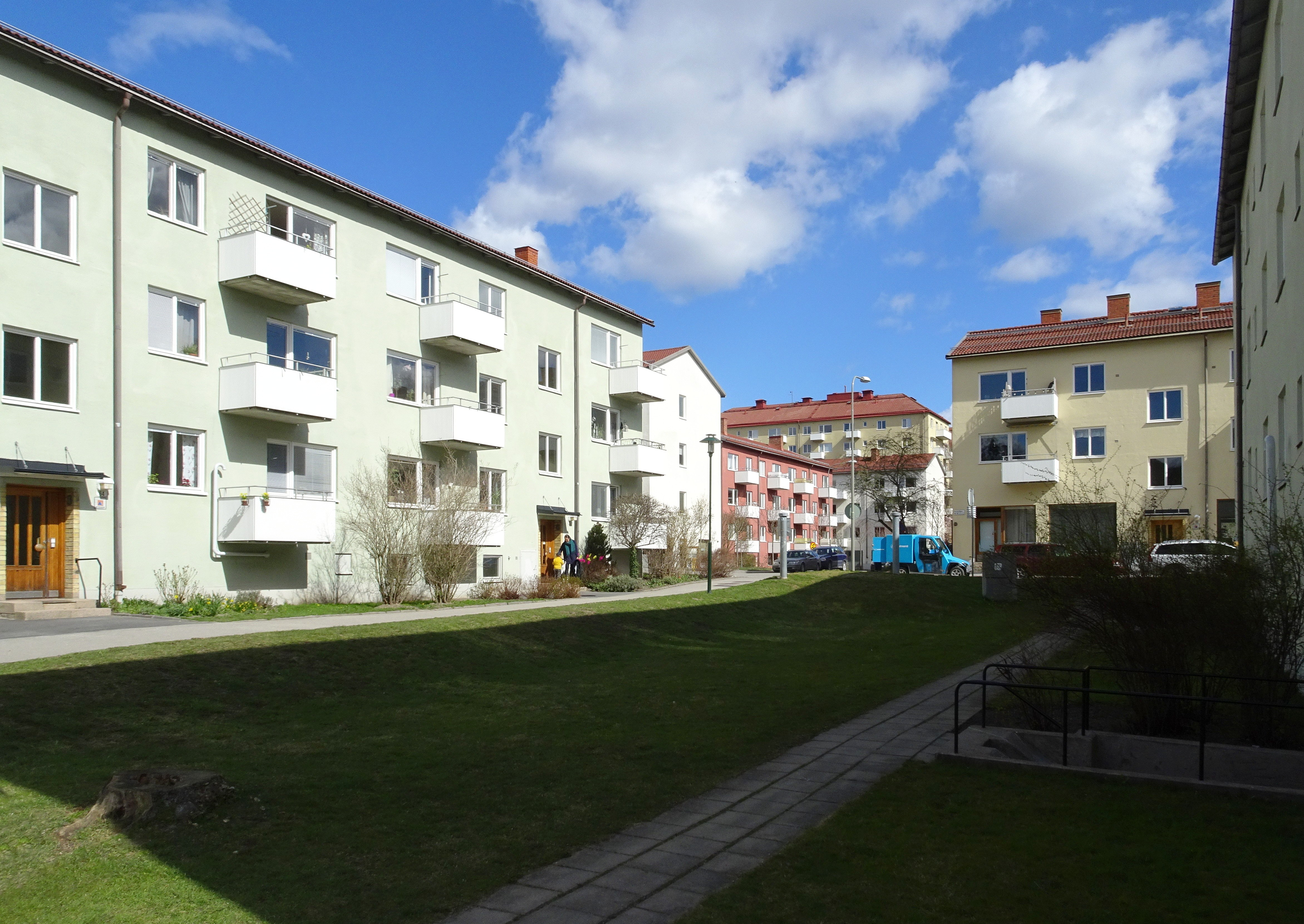
Kvarteret Simshyveln, Gubbängen.
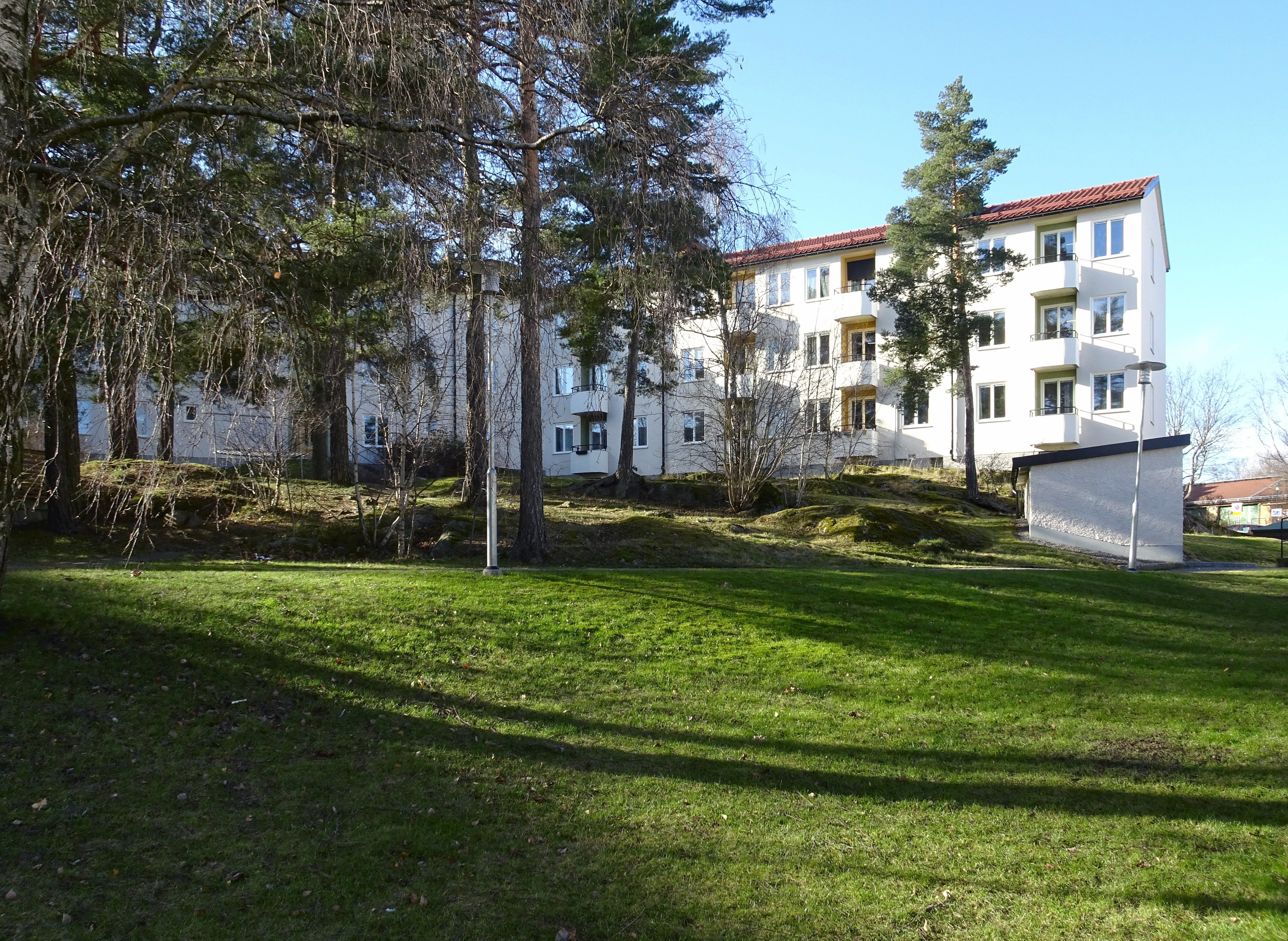
Kvarteret Hålkälen, Bandhagen.
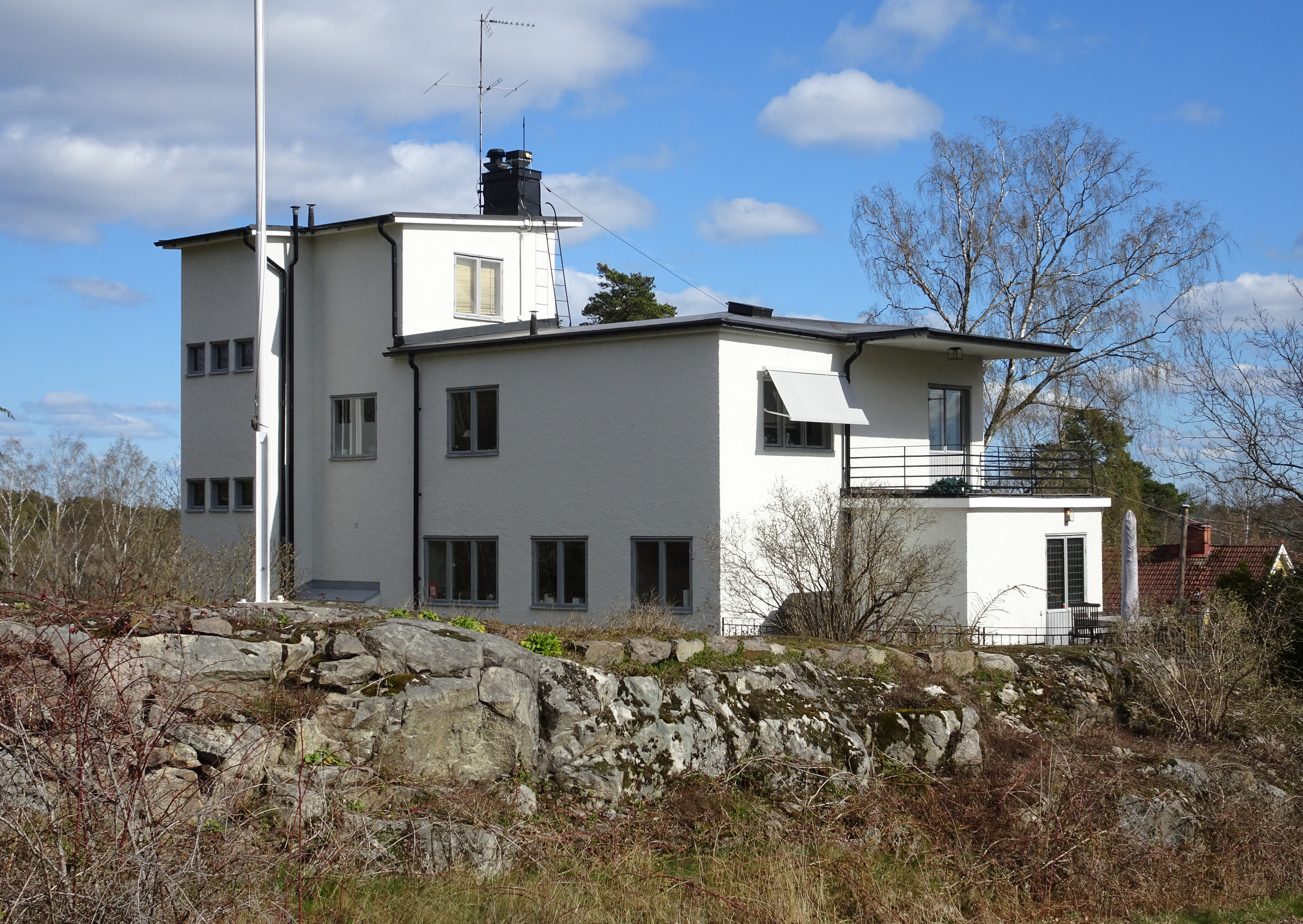
Villa i Danderyd, tillsammans med Erik Wåhlin.